# 루디 팬코
루디 팬코(영어: Rudy Pankow, 1998년 8월 12일 ~ )는 미국의 배우이다. 넷플릭스 드라마 《아우터뱅크스》의 JJ 메이뱅크 역으로 잘 알려져 있다.

## 참여 작품

### 영화
- 언차티드 (영화)

### 텔레비전
- 더 폴리티션
- 아우터뱅크스 (드라마)